# مارغريت وليامز (مخرجة)
مارغريت وليامز (بالإنجليزية: Margaret Williams)‏ هي مخرجة بريطانية، ولدت في 1950.

## وصلات خارجية
- مارغريت وليامز على موقع IMDb (الإنجليزية)
- مارغريت وليامز على موقع أول موفي (الإنجليزية)
- مارغريت وليامز على موقع قاعدة بيانات الفيلم (الإنجليزية)
- مارغريت وليامز على موقع كينوبويسك (الروسية)